# 博羅夫卡河

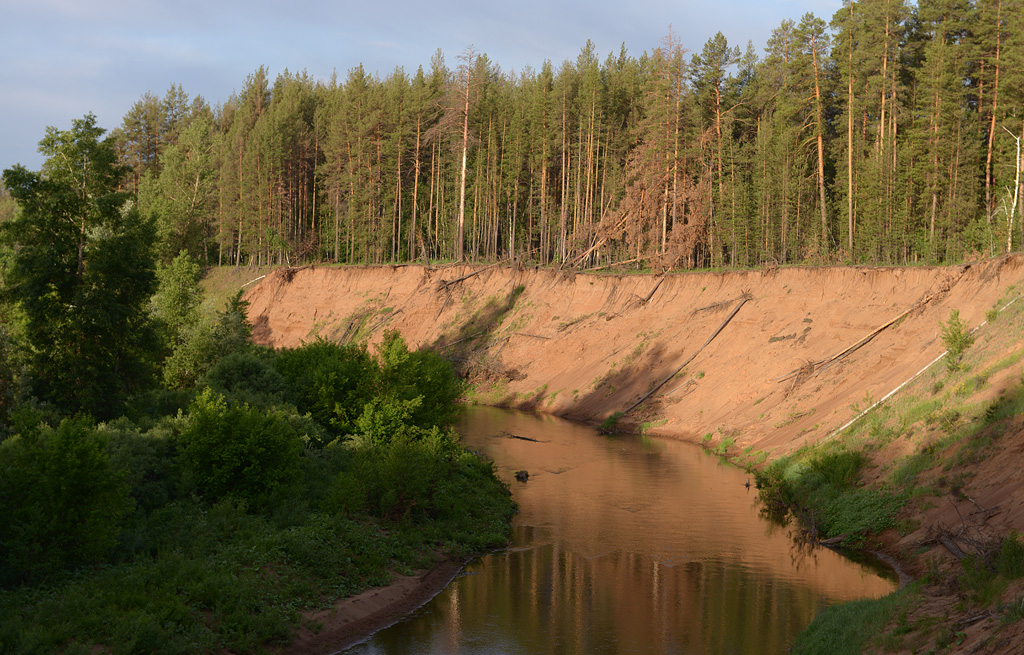

博羅夫卡河是俄羅斯的河流，由奧倫堡州負責管轄，屬於薩馬拉河的右支流，河道全長167公里，流域面積2,140平方公里，發源自奧布什高地，河水主要來自融雪。